# Bettbrunn
Bettbrunn ist eine ehemalige Gemeinde im Köschinger Forst und ein bekannter katholischer Wallfahrtsort. Heute ist das Pfarrdorf ein Gemeindeteil des Marktes Kösching im oberbayerischen Landkreis Eichstätt und liegt nordöstlich von Ingolstadt. Der Ort hatte am 2. Januar 2023 235 Einwohner. Die bebaute Fläche beträgt 17 Hektar, die Gesamtfläche der ehemaligen Gemeinde und heutigen Gemarkung 317,29 Hektar.

## Geographische Lage

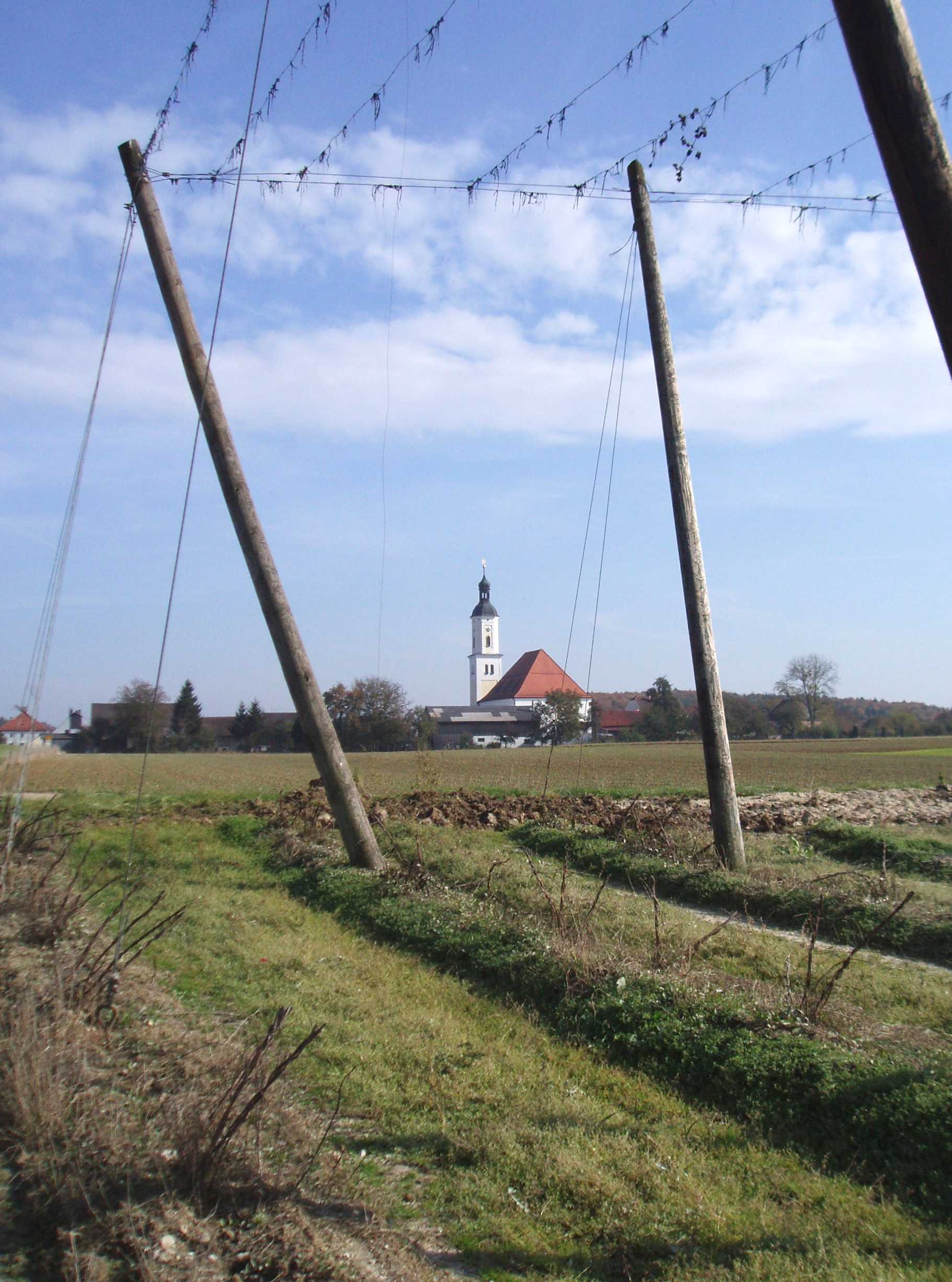
Bettbrunn von Westen aus gesehen

Etwa acht Kilometer nordöstlich des Hauptortes Kösching liegt das Dorf Bettbrunn an einem Ausläufer der Fränkischen Alb mitten im Köschinger Forst.

## Ortsname
Ursprünglich wurde es als Vehebrunn oder Pfebrunn (Ziehbrunnen) bezeichnet. Ab 1378 ist der Ort wegen der Wallfahrt als Bet-Brunn bezeugt.

## Geschichte
1125 wurde Vehbrunn oder Pfebrunn im Zusammenhang mit einem Hostienwunder zum ersten Mal urkundlich erwähnt. Der heutige Ortsname Bettbrunn tauchte erstmals 1378 auf. Im Spätmittelalter und in der frühen Neuzeit entwickelte sich Bettbrunn zu einem bedeutenden Wallfahrtsort. 1690 wurde im Ort ein Augustinerkloster gegründet das zur Betreuung der Wallfahrer diente. Infolge der Säkularisation wurde das Kloster im Jahre 1803 aufgelöst und die Konventgebäude abgerissen; die Wallfahrt wurde verboten.
1839 kam die selbstständige Gemeinde im Landgericht Riedenburg zum neugebildeten Regierungsbezirk Oberpfalz. Nach 1860 wurde die Wallfahrt wiederbelebt und hat bis heute Bestand.
Die Eingemeindung nach Kösching erfolgte am 1. Juli 1972 im Zuge der Gemeindegebietsreform. Seitdem gehört Bettbrunn zum Regierungsbezirk Oberbayern.

## Religionen
Bekannt wurde Bettbrunn durch die älteste Hostienwallfahrt Bayerns, die auf das Jahr 1125 zurückgeht. Auch in heutigen Zeiten pilgern noch etwa 13.500 Wallfahrer im Jahr nach Bettbrunn, um den Heiligsten Salvator Mundi von Bettbrunn anzurufen. Darum auch der Rufname des Ortes in der Umgebung: Sejvoda, abgeleitet von Salvator.
Bettbrunn ist Station am ostbayerischen Jakobsweg, der von Regensburg und dem Kloster Weltenburg kommend hier den Köschinger Forst durchquert und weiter nach Eichstätt und Donauwörth führt.
Vom Kloster Bettbrunn ist heute nur noch die Wallfahrtskirche erhalten.

## Kultur und Sehenswürdigkeiten
- Die barocke Wallfahrtskirche St. Salvator Bettbrunn
- Der Ortsfriedhof an der Wallfahrtskirche wurde im Jahre 2014 im Friedhofsprojekt des Bayerischen Landesvereins für Familienkunde fotografiert.[5] Die Grabinschriften sind abrufbar.[6]

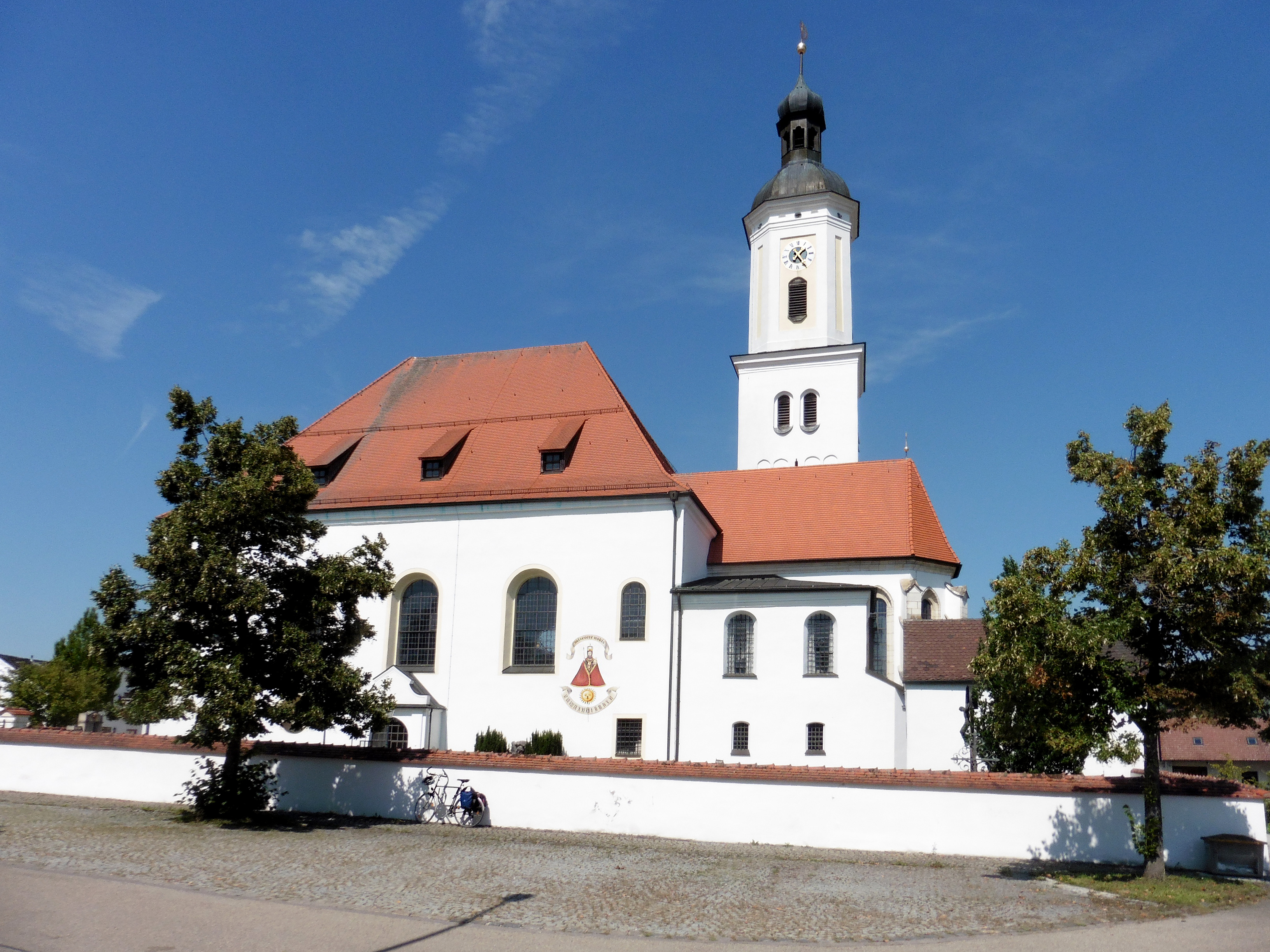
Wallfahrtskirche St. Salvator – Ansicht von Süden
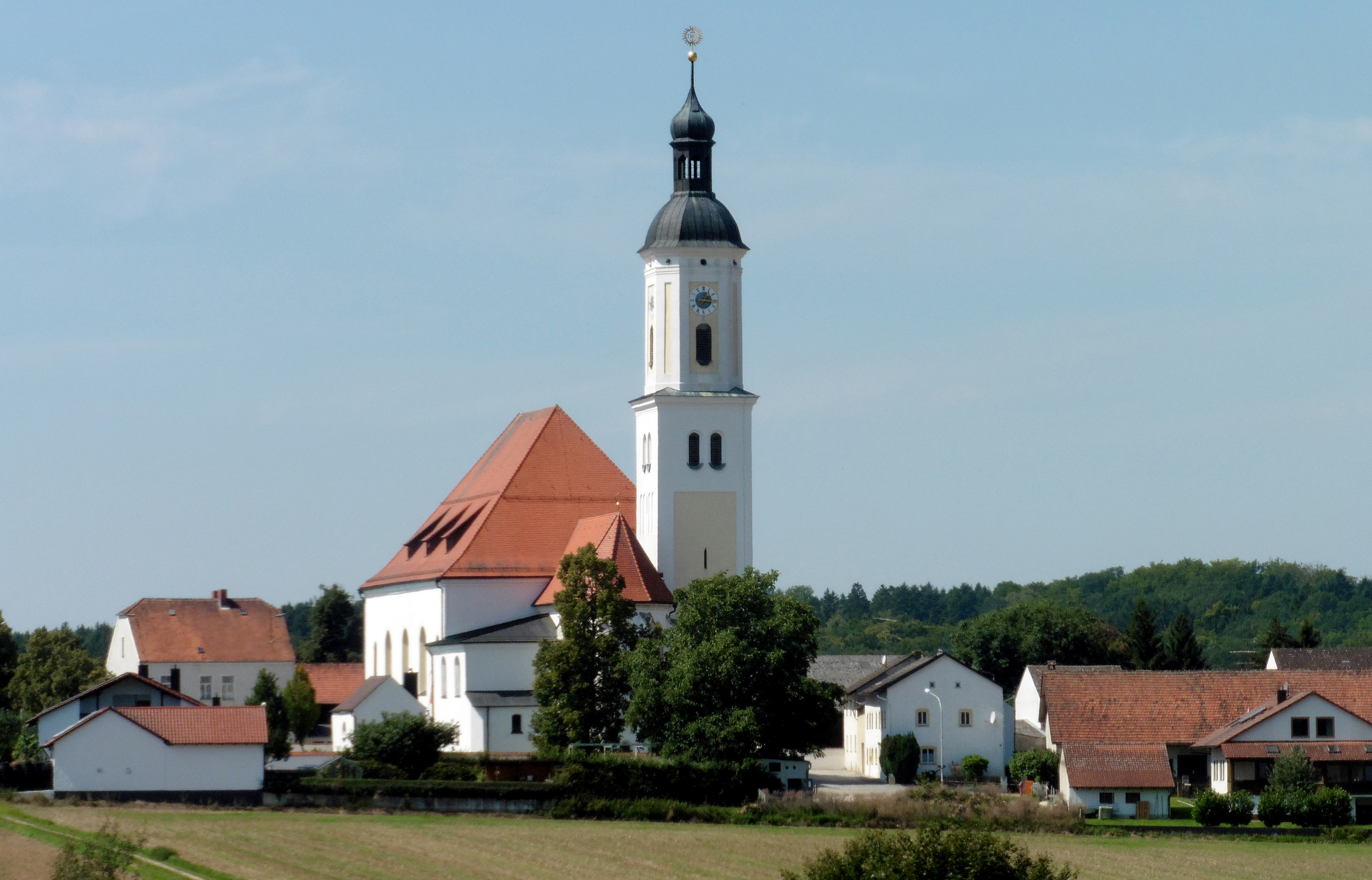
Wallfahrtskirche St. Salvator – Ansicht von Osten
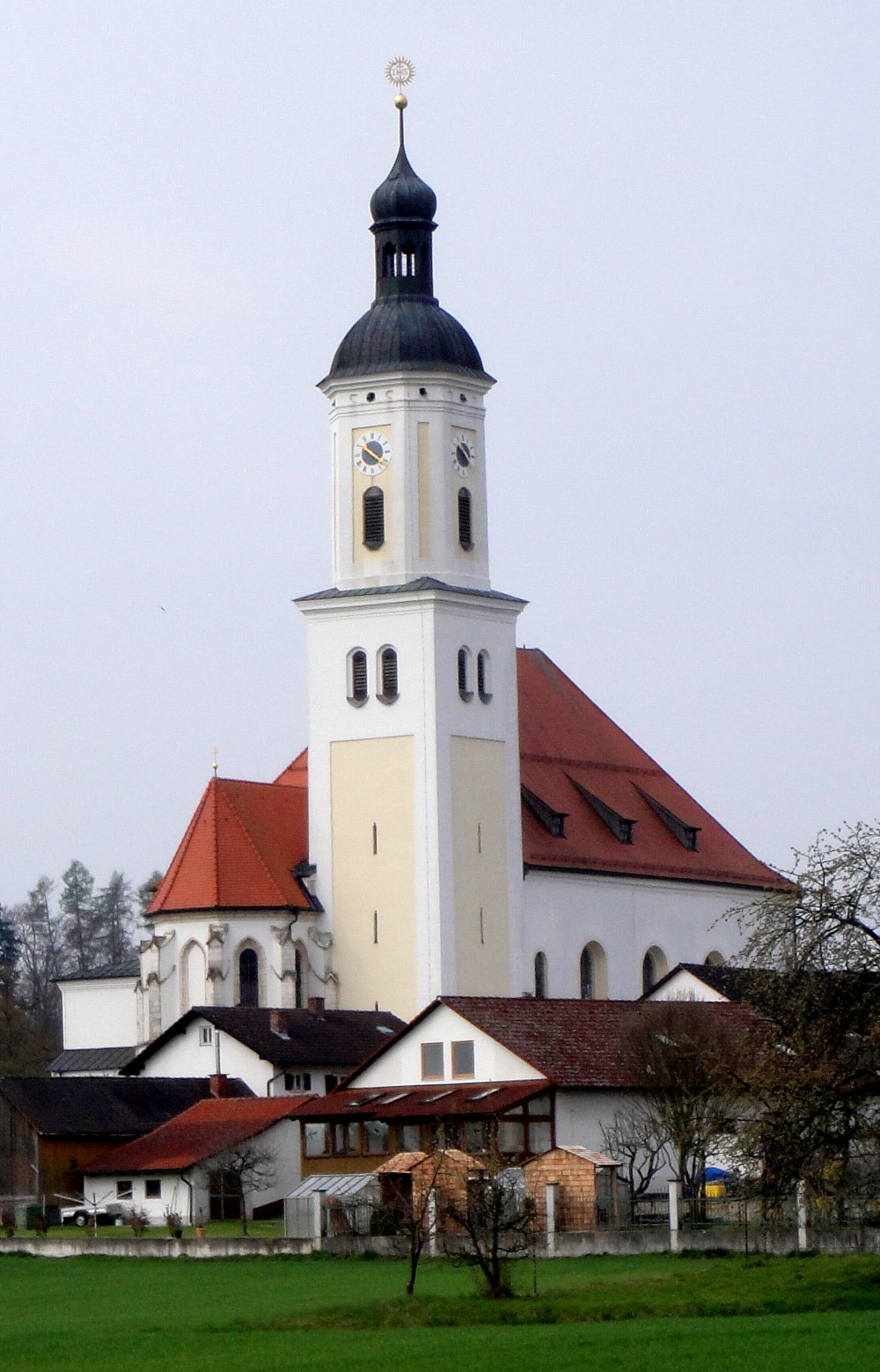
Wallfahrtskirche St. Salvator – Ansicht von Nordosten
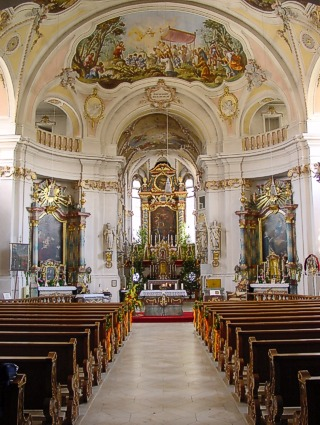
Innenraum der Wallfahrtskirche

## Söhne und Töchter des Ortes
- Theodor Grünberger (* 1756 in Bettbrunn; † 1820 in Moosburg), Barock-Komponist, Organist, Augustinermönch, Priester